# Willits
Willits is een plaats (city) in de Amerikaanse staat Californië, en valt bestuurlijk gezien onder Mendocino County.

## Demografie
Bij de volkstelling in 2000 werd het aantal inwoners vastgesteld op 5073.
In 2006 is het aantal inwoners door het United States Census Bureau geschat op 5055, een daling van 18 (-0,4%).

## Geografie
Volgens het United States Census Bureau beslaat de plaats een oppervlakte van
7,2 km², geheel bestaande uit land. Willits ligt op ongeveer 420 m boven zeeniveau.

## Plaatsen in de nabije omgeving
De onderstaande figuur toont nabijgelegen plaatsen in een straal van 40 km rond Willits.